# Dino Ferrari
Pour les articles homonymes, voir Ferrari et Dino.
Alfredo Ferrari (surnommé Alfredino ou Dino Ferrari) né le 19 janvier 1932 à Modène et mort le 30 juin 1956 à Milan, est un ingénieur italien, fils-héritier du constructeur automobile Enzo Ferrari.

## Biographie

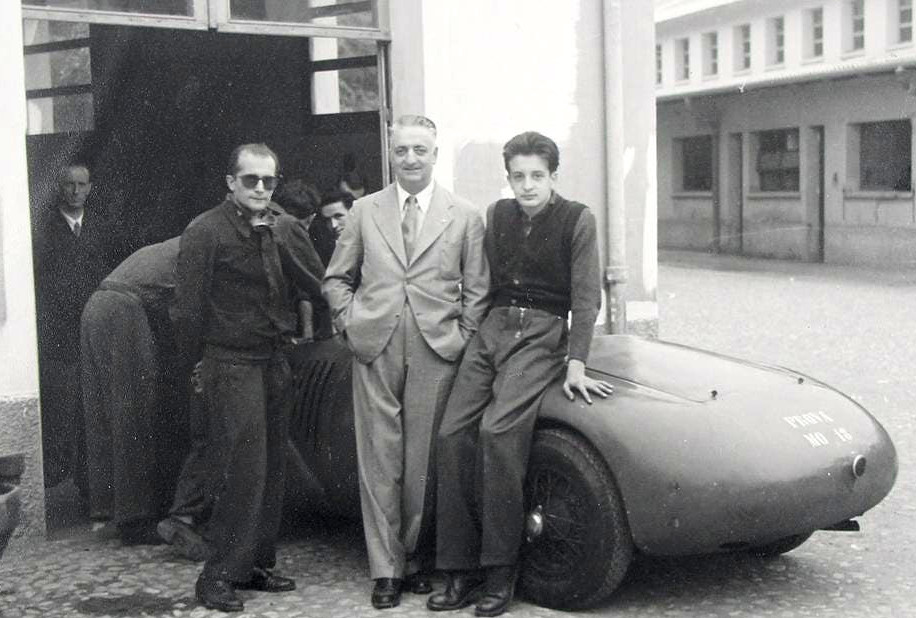
Avec son père et une Ferrari 125 S, en 1947

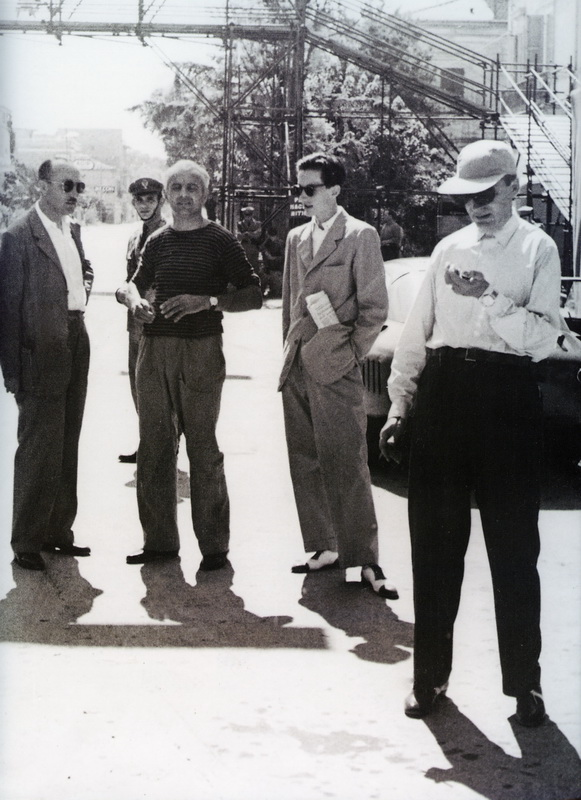
Au circuit de Pescara, en 1953.

Fils ainé d'Enzo Ferrari, né comme son père à Modène. Enzo Ferrari arrête sa carrière de pilote de course Alfa Romeo à la naissance de son fils, pour gérer sa concession Alfa Romeo de Modène, et l'écurie de compétition de la marque avec sa Scuderia Ferrari de 1929, avant de fonder son usine Ferrari de Maranello sur l'actuelle via Dino Ferrari, en 1942, et sa marque Ferrari en 1947.
Atteint de la myopathie de Duchenne, une maladie génétique musculaire grave se traduisant par un déficit de la dystrophine, Dino Ferrari disparait prématurément en 1956, à l'âge de 24 ans. Son demi-frère Piero Ferrari, né d'une liaison à Modène en 1945, et dont la filiation fut tenue secrète par la famille Ferrari jusqu'en 1978, devient vice-président directeur hériter de Ferrari en 1988, à la mort de leur père Enzo.
Après un début de formation en finance, puis en ingénierie mécanique en Suisse, et peu avant sa disparition, il travaille avec son père à l'usine Ferrari de Maranello, en participant aux conceptions des Ferrari de l'époque, et, avec les chef-motoristes Ferrari Vittorio Jano, Gioacchino Colombo, ou Aurelio Lampredi, aux conceptions des moteur Ferrari V12 Colombo (1947), moteur Ferrari V12 Lampredi (en) (1950), moteur Ferrari V12 Jano (1956), ainsi qu'à la conception en particulier du « moteur Ferrari Dino » de 1958, série de moteur V6 de 195 ch, adaptée aux limites de cylindrée de 2,5 L (1954), puis 1,5 L (1961), des règlementations de Formule 1 des années 1950 et 1960,,, qui permettra à la Scuderia Ferrari de remporter entre autres le championnat du monde de Formule 1 1958 sur Ferrari D246, et championnat du monde de Formule 1 1961 sur Ferrari 156...

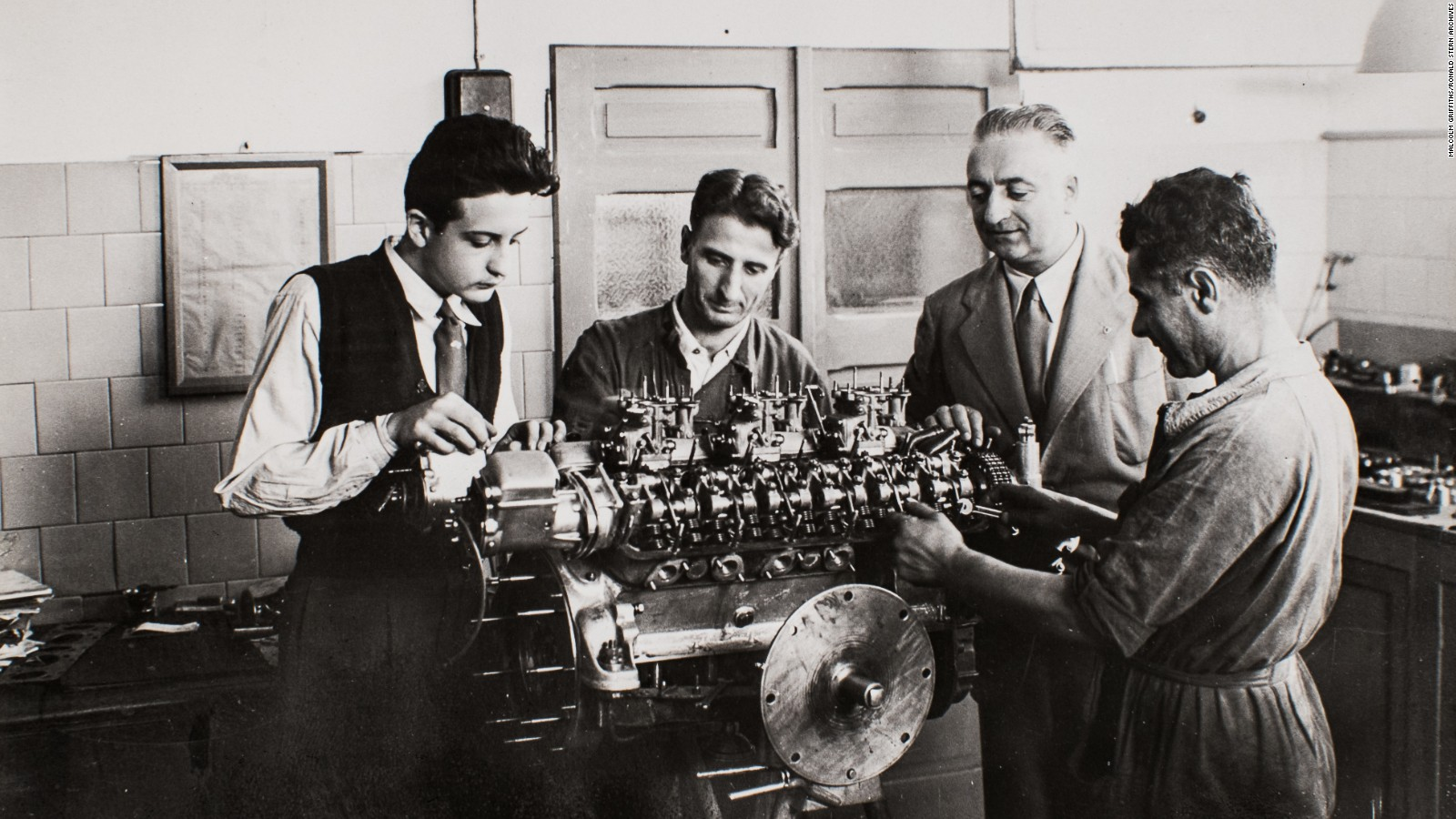
Avec son père Enzo Ferrari, et leur moteur Ferrari V12 Colombo, en 1947
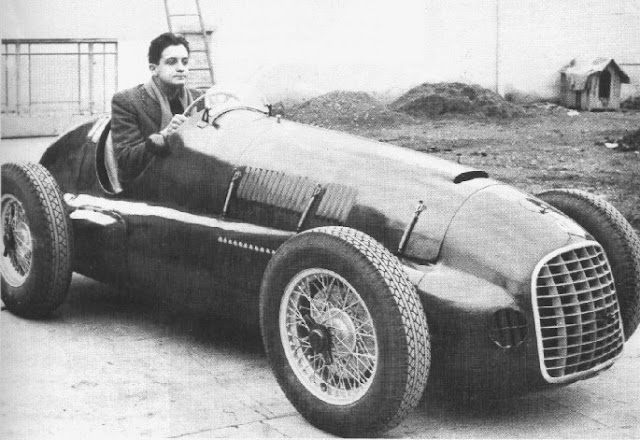
Au volant d'une Ferrari 125 F1, vers 1950
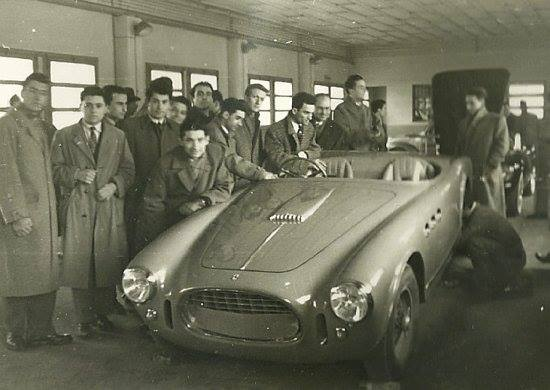
Avec une Ferrari 340 à l'usine Ferrari de Maranello (1952)
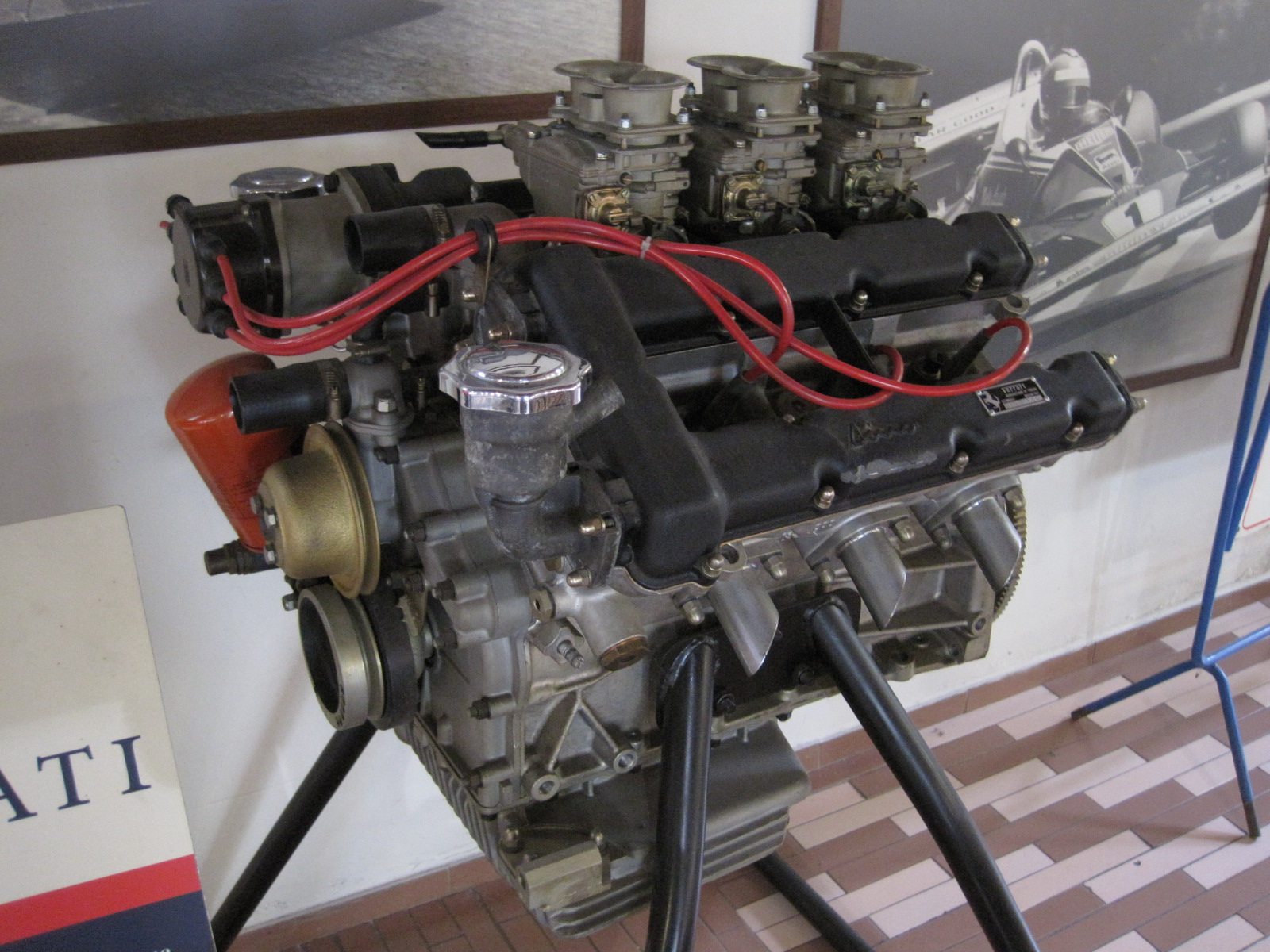
Moteur Ferrari Dino V6 (1958)

## Marque Dino Ferrari
Enzo Ferrari fonde sa filiale d'élite Dino en 1965 (souvent nommée Dino Ferrari) en hommage posthume à son fils héritier (alternative des Ferrari à moteur V12) pour commercialiser avec succès jusqu'en 1976, conformément aux réglementations de compétition de l'époque, une gamme de voitures de sport GT et de compétition à moteur Dino V6 et V8, dont les Ferrari Dino 156 F2 (1957), Ferrari Dino 196 S (1958), Ferrari D246 (1958), Ferrari 156 (1961), Dino 206 GT (1965), Dino 206 S (1966), Ferrari Dino 166 F2 (1967), Fiat Dino (1967), Dino 246 GT/GTS (1969), Dino 208 et 308 GT4 (1973), Lancia Stratos (1973),...

## Hommage posthume
Le stade communal de Maranello (voisin de l'usine Ferrari de Maranello, du musée Ferrari et du circuit de Fiorano, de la via Dino Ferrari) est nommé « Stadio Comunale Dino Ferrari ». Le circuit d'Imola, inauguré en 1953, à 90 km au sud-est de Modène, est renommé « circuit Dino Ferrari » en 1957, puis rebaptisé « circuit Enzo et Dino Ferrari » à la disparition d'Enzo Ferrari en 1988 (lieu des Grand Prix automobile de la cité d'Imola, Grand Prix Dino Ferrari 1979, et Grand Prix de Saint-Marin de Formule 1 des Championnats du monde de Formule 1 1981 à 2006. Le « Centre Dino Ferrari (it) » de recherche sur les maladies neurodégénératives et musculaires de l'université de Milan, est co-fondé par Enzo Ferrari en 1978.

## Au cinéma et télévision
- 2003 : Ferrari (en), téléfilm de Carlo Carlei
- 2023 : Ferrari, de Michael Mann.